# Zaommomyiella tintinnabulum
Zaommomyiella tintinnabulum är en stekelart som beskrevs av Girault 1915. Zaommomyiella tintinnabulum ingår i släktet Zaommomyiella och familjen finglanssteklar. Inga underarter finns listade i Catalogue of Life.